# 성춘향전
《성춘향전》은 1976년에 개봉한 대한민국의 영화이다.

## 캐스팅
- 장미희: 성춘향 역
- 이덕화: 이몽룡 역
- 장욱재: 방자 역
- 최미나: 향단 역
- 신구: 변학도 역
- 도금봉: 월매 역
- 이일웅: 목랑청 역
- 임희춘
- 김수천
- 조덕성
- 양일민
- 박일
- 주일몽
- 추봉
- 임성포
- 이백
- 최일
- 손전
- 임해림
- 추석양
- 정순영
- 최준
- 윤일주
- 주상호
- 박광진
- 장춘언
- 한태일 (태일 명의)
- 김대현
- 최민규
- 박종설
- 김일
- 방일수
- 전숙
- 박예숙
- 정미경
- 권일정
- 김신명
- 석인수
- 김경란
- 김지영
- 나정옥
- 김순옥
- 조광숙
- 라정옥 (언급되지 않음)
- 이민 (특별출연)
- 박근형 (특별출연)

## 스태프
- 주식회사 우성사 작품: 성춘향전
- 제작: 김용덕
- 기획: 박용빈, 서림
- 각본: 이문웅
- 협찬: 남원군청, 남원성원고등학교, 남원여자고등학교
- 편집: 이경자
- 녹음: 한양스튜디오
- 현상: 한국천연색현상소
- 음악: 정윤주
- 창: 강정숙
- 미술: 조경환
- 의상: 이해윤
- 소품: 이월호
- 분장: 안건호, 이경려
- 미용: 써니미용실
- 제작본부장: 조영길
- 제작부장: 송춘길, 조윤호
- 제작주임: 김인진
- 조명보: 한희창, 이광호, 정성일, 이정철
- 조명: 정덕규
- 촬영보: 이성섭, 권세택, 김충원, 정윤철
- 촬영: 이석기
- 조감독: 임필형, 양병간, 이광섭
- 감독: 박태원